# Masakazu Morita
Masakazu Morita (森田 成一, Morita Masakazu) (né le 21 octobre 1972) est un doubleur de voix japonaise et un acteur né à Tokyo au Japon. Il travaille actuellement pour Aoni Production, de plus, il anime l'émission radio Bleach B-Station. Morita est plus particulièrement connu pour ses doublages de Ichigo Kurosaki (Bleach), Tidus (Final Fantasy X), Auel Nieder (Gundam Seed Destiny), Whis (Dragon Ball Z: Battle of Gods, Dragon Ball Super) ainsi que Seiya (Saint Seiya Hadès : Chapitre Inferno).
Selon les dires de Tite Kubo, l'auteur de Bleach, Morita est extrêmement énergique, très amical et ouvert.

## Rôles

### Anime et rôles TV
- Bakuman. (Susako Montréal)
- Baccano! (Claire Stanfield)
- Bakuman. (Kazuya Hiramaru)
- BECK (Hyoudou Masaru)
- Bleach (Ichigo Kurosaki)
- Détective Conan (Fukuma Ryosuke dans les épisodes 419 et 420)
- Dragon Ball : Salut ! Son Gokû et ses amis sont de retour !! (Table)
- Dragon Ball Super (Whis, Faux Vegeta)
- Eden of the East (Ryō Yūki)
- Final Fantasy VII Advent Children - Acteur pour la capture de mouvement
- Kin'iro no Corda (Kazuki Hihara)
- Kingdom (Shin)
- Kuroko's Basket (Shōgo Haizaki)
- Mobile Suit Gundam Seed Destiny (Auel Neider)
- Major (Sato Toshiya)
- One Piece (Marco)
- Pokémon : Best Wishes (Pod)
- Le Prince du tennis (Tashiro)
- Saint Seiya Hades : Chapter Inferno (Seiya)
- Sonic X (Chris (Adulte))
- Tiger & Bunny (Barnaby Brooks Jr. alias Bunny)
- Sengoku Basara ( Maeda Keiji)
- Miracle Train (Itsumi Ryogoku)
- World Trigger (Shuji Miwa)
- Akatsuki no Yona (Ki-jae - Hakuryû, le Dragon Blanc)
- Shingeki no Bahamut (Azazel)
- diamond no ace (Tanba koichiro)

### Jeux vidéo
- Bleach: Shattered Blade (Ichigo Kurosaki)
- Dragon Ball: Raging Blast 2 (Table)
- Final Fantasy VIII (Zell) pour la capture de mouvement
- Final Fantasy X (Tidus)
- Final Fantasy X-2 (Tidus), (Shuyin)
- Genshin Impact (Thoma)
- Kingdom Hearts (Tidus)
- Riveria: The Promised Land (Ledah)
- Sengoku Basara 2 (Maeda Keiji)
- Dynasty Warriors 5 (Pang De)
- Dissidia: Final Fantasy (Tidus)
- Transformers Armada The Game (Hot Shot)
- Dragon Ball Z: Ultimate Tenkaichi (voix diabolique Avatar)
- SoulCalibur V Kilik
- Saint Seiya: Soldiers' Soul (Seiya)

## Chanson
Bien que n'étant pas chanteur, il a chanté en duo avec Noriaki Sugiyama dans la chanson "Aesthetics and Identity"